# Angelo Bruneri

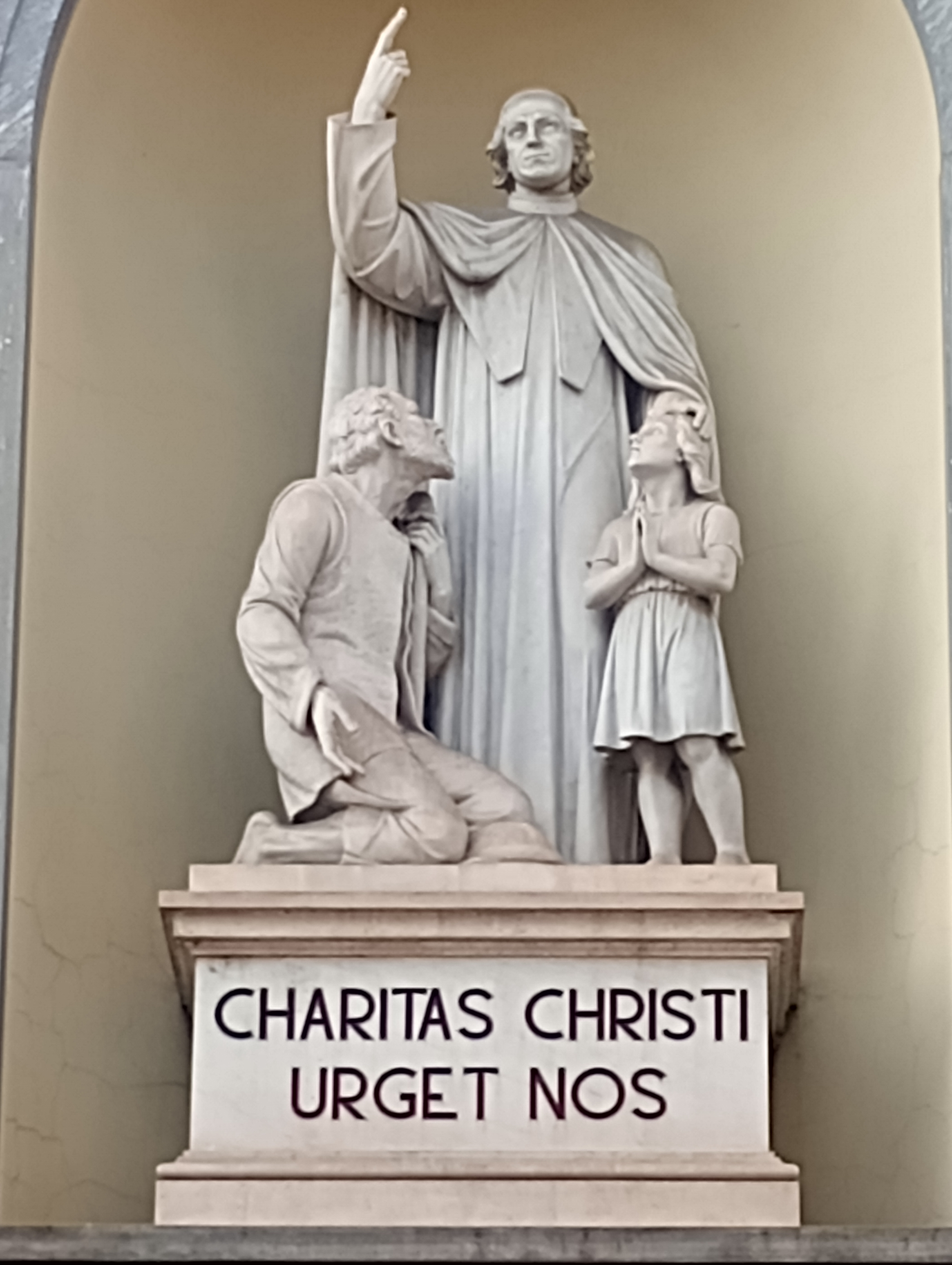
Statua di Giuseppe Benedetto Cottolengo situata nella facciata della Piccola casa della Divina Provvidenza a Torino

Angelo Bruneri (... – 1860 circa) è stato uno scultore italiano, esponente del neoclassicismo attivo soprattutto in Piemonte.

## Vita e opere
Le prime notizie sulla vita e le opere di Angelo Bruneri risalgono al 1840 circa.
Fu allievo dell'Accademia Albertina di Torino e proseguì gli studi perfezionandosi a Roma presso Bertel Thorvaldsen e Carlo Finelli.
La prima opera di cui si hanno notizie è il disperso monumento sepolcrale del latinista Carlo Boucheron realizzato su disegno di Pelagio Palagi nel 1840.
Nel 1848 realizzò il monumento a Giuseppe Benedetto Cottolengo situato nella facciata della Piccola casa della Divina Provvidenza a Torino e la statua di San Maurizio che si trova nella chiesa della Gran Madre di Dio.
Sue opere si trovano anche a Mondovì (statua di Giovanni Battista Beccaria del 1849), a Saluzzo (busto di Carlo Alberto del 1850) e a Fossano (busto di Giuseppe Farletti del 1859).
Del 1853 è il bassorilievo situato nella cappella battesimale del Duomo di Torino e raffigurante il Battesimo di Gesù, realizzata in marmo di Carrara. Nel contratto dell'epoca Bruneri e indicato come residente a Torino.
Sempre a Torino presso l'Accademia delle Scienze si trova il busto marmoreo di Diodata Saluzzo Roero che insieme ad una scultura raffigurante la Lucia de I promessi sposi fu presentato nel 1842 alla Promotrice delle Belle Arti. Nell'edizione dell'anno successivo espose le sculture Primo pensiero d'amore e Ganimede.
Opera di Bruneri è anche il busto in ghisa di George Washington che si trova nel tempietto sul lungolago di Lugano.
Fu curatore della pubblicazione L'Accademia Albertina di Belle Arti e Il Marchese Di Breme pubblicata a Torino nel 1856.